# Уитмен, Марина
Мари́на фон Не́йман Уи́тмен (англ. Marina von Neumann Whitman; 6 марта 1935, Нью-Йорк, Нью-Йорк — 20 мая 2025, Конкорд, Массачусетс) — американская экономистка и предпринимательница.
Дочь математика Дж. фон Неймана от первого брака. Бакалавр Рэдклифф-колледжа (1956), магистр (1959) и доктор философии (1967) Колумбийского университета. Преподавала в Питтсбургском университете (1962—1979, профессор экономической теории с 1973). Входила в Совет экономических консультантов при президенте США (1972—1973). Вице-президент «Дженерал моторс» (1979—1992). В настоящее время — профессор делового администрирования Мичиганского университета. Член «Группы тридцати».
Умерла 20 мая 2025 года в Конкорде, штат Массачусетс, в возрасте 90 лет.

## Основные произведения
- «Новый мир, новые правила: изменение роли американских корпораций» (New World, New Rules: The Changing Role of the American Corporation, 1999);
- «Американский капитализм и глобальная конвергенция» (American Capitalism and Global Convergence, 2003).